# Deuteramoeba
Deuteramoeba – rodzaj ameb należących do supergrupy Amoebozoa w klasyfikacji Cavaliera-Smitha.
Należą tutaj następujące gatunki:
- Deuteramoeba algonquinensis (Baldock, Rogerson et Berger 1983) Page 1987[3]
- Deuteramoeba mycophaga (Pussard, Alabouvette, Lemaitre et Pons 1980) Page 1987[3].